# Delta Reticuli
Delta Reticuli (δ Reticuli, förkortat Delta Ret, δ Ret) som är stjärnans Bayerbeteckning, är en stjärna belägen i den mellersta delen av stjärnbilden Rombiska nätet. Den har en skenbar magnitud på 4,60 och är synlig för blotta ögat där ljusföroreningar ej förekommer. Baserat på parallaxmätning inom Hipparcosuppdraget på ca 6,2 mas, beräknas den befinna sig på ett avstånd på ca 530 ljusår (ca 161 parsek) från solen.

## Egenskaper
Delta Reticuli är en röd till orange jättestjärna av spektralklass M2 III, som befinner sig på den asymptotiska jättegrenen. Den har en radie som är ca 56 gånger större än solens och utsänder från dess fotosfär ca 1 100 gånger mera energi än solen vid en effektiv temperatur på ca 3 900 K.
Delta Reticuli rör sig genom Vintergatan med en hastighet av 13,3 km/s i förhållande till solen. Den projicerade galaktiska banan ligger mellan 22 700 och 30 400 ljusår från galaxens centrum.